# Hans Dall (købmand)
 For alternative betydninger, se Hans Dall. (Se også artikler, som begynder med Hans Dall)
Hans Madsen Dall (Født: 11. september 1884 i Ødis-Bramdrup, Ødis Sogn, død: 30. november 1965, Frederiksberg Kommune) var en dansk kreaturhandler, købmand og mangemillionær.
Hans Dall havde sin virke i Hamborg og har fået en gade opkaldt efter sig. Hans Dall er omtalt i Hamburger Adressbuch fra 1910.
I 1910 stiftede Johannes Bech Foreningen for Rensdyravl på den jydske Hede. Idet han mente, de kunne leve af rensdyrlavet på heden, og købte 5 rener i Lapland. De blev anbragt i en fold ved Frederiks Station, og de trivedes og formerede sig, det fik Bech til i 1913 at overtale mangemillionæren Hans Dall fra Hamborg til at sætte penge i en renpark med 400 rener. Dette eventyr sluttede i 1918 på grund af udbrød af sygdom blandt rensdyrene.